# Kverneland Group
Kverneland Group är ett norskt multinationellt företag, ägt av Kubota Corporation, som utvecklar och tillverkar jordbruksredskap (utrustning för jordbearbetning, sådd, foder- och balhantering, spridning, sprutning). 
Företagets huvudkontor ligger i Klepp stasjon i Klepps kommun. Kverneland Group sysselsatte år 2021 omkring 2 623 personer över hela världen, de flesta av dem i Europa. Kverneland Group äger redskapsmärkena Kverneland och Vicon. Kverneland Groups fabriker finns i Norge, Tyskland, Danmark, Frankrike, Nederländerna, Italien, Ryssland och Kina. Koncernen har egna säljbolag i 17 länder och exporterar till ytterligare 60 länder.

## Historik
Kverneland Group grundades av Ole Gabriel Kverneland år 1879. Företaget etablerades som en enskild firma och började initialt producera och reparera jordbruksredskap. År 1894 blev Kverneland Group ett aktiebolag och expanderade sin verksamhet. Under 1920-talet hade företaget vuxit och etablerat sig som Norges största leverantör av jordbruksprodukter. De hade särskilt blivit kända för sin tillverkning av plogar. Kverneland Groups plogar ansågs vara av hög kvalitet och blev populära bland jordbrukare.  Kverneland förblev ett familjeägt företag tills företaget noterades på Oslo Börs 1983. 
Sedan mitten av 1990-talet har Kverneland Group expanderat genom förvärv av andra tillverkare  av jordbruksredskap. Varumärken som förvärvats av Kverneland Group inkluderar Underhaug balinplastare, Taarup Maskinfabriks skivklippare och höverktyg, Maletti rotorharvar, Maschinenfabrik Accord såmaskiner, holländska Greenland Group gödselspridare och gräsprodukter samt RAU fältsprutor. Under 2008 upphörde varumärkena Taarup, Accord och RAU och ersattes av Kverneland-namnet i hela produktsortimentet.   År 2010 ingick Kverneland Group ett långsiktigt samriskföretag (joint venture) med Gallignani spa för att utveckla och tillverka en ny serie rundbalspressar, inklusive fasta och variabla kammar, inplastare och trumklippare. Detta samarbete syftade till att erbjuda innovativa och högkvalitativa lösningar inom balning och klippning av grödor. Året därpå, 2011, öppnade Kverneland Group en ny monteringsfabrik i Daqing, Kina, bland annat för att bättre möta efterfrågan och behoven på den asiatiska marknaden.
Kubota (ett ledande japanskt företag inom jordbruksmaskiner och utrustning) förvärvade företaget 2012. Som en del av förvärvet avnoterades Kverneland Group från Oslobörsen i maj 2012.

## externa länkar
- Kverneland Group (företagets webbplats)
- Kverneland (varumärkes webbplats)
- Vicon (varumärkes webbplats)